# Maria Cristina de Mello
Maria Cristina da Silva José de Mello (Lisboa, Lapa, 6 de Março de 1920 — Lisboa, 25 de Agosto de 2006) foi uma empresária portuguesa.

## Biografia
Primeira filha do casamento de Manuel de Melo (igualmente pai de Jorge de Mello, de José Manuel de Mello e de Amelia), o presidente da Companhia União Fabril (CUF) e de Amelia da Silva, filha de Alfredo da Silva. 
Era, com os seus irmaos, uma das herdeiras do Grupo CUF e assim herdeira de uma das maiores fortunas de Portugal. 
Casou em 1941 com António Champalimaud, de quem teve sete filhos: António Carlos em 1942, Maria Luísa em 1943, Maria Cristina em 1945, Manuel Carlos em 1946, José em 1947, João Henrique em 1950 e em 1952 nasce o seu sétimo e último filho Luís de Mello Champalimaud. 
Depois de se divorciar de Champalimaud, nos anos 1960, casou com o médico ortopedista Amaro de Azevedo Gomes, sobrinho do professor e opositor ao Estado Novo Mário Azevedo Gomes.